# التأثير الاجتماعي لوباء كوفيد-19 في الولايات المتحدة
كان لوباء كوفيد-19 في الولايات المتحدة عواقب بعيدة المدى تتجاوز انتشار المرض نفسه والجهود المبذولة لعزله، بما في ذلك الآثار السياسية والثقافية والاجتماعية.

## إجراءات الإغلاق
لتشجيع السكان على البقاء في منازلهم من أجل كبح انتشار الفيروس، بدأت معظم الولايات الأمريكية (سواء على مستوى الولاية أو تدريجيًا على أساس كل مقاطعة على حدة) في فرض أوامر البقاء في المنزل منذ منتصف مارس فصاعدًا. عادة ما تقيد هذه الأوامر أي تجمعات عامة، وفرضت إغلاق أماكن الترفيه والاستجمام (بما في ذلك الحانات، والكازينوهات، ومرافق اللياقة البدنية، والمسارح)، والمطاعم (على الرغم من أنه ما يزال من الممكن تقديم خدمة الطلبات الخارجية والتوصيل)، وشركات البيع بالتجزئة غير الأساسية الأخرى. عادةً ما يُسمح لأنواع معينة من الأعمال بالبقاء مفتوحة (تخضع لإرشادات التباعد الاجتماعي)، بما في ذلك متاجر المواد الغذائية (مثل متاجر البقالة) والصيدليات والمؤسسات المالية والبنية التحتية الحيوية ووسائل الإعلام. في بعض الولايات، صدرت أوامر بإغلاق الفنادق. بالإضافة إلى إنشاء عدة ولايات لنقاط تفتيش للشرطة على حدودها.
شجعت هذه الأوامر السكان على البقاء في المنزل قدر الإمكان ما لم يجروا نشاطًا تجاريًا أساسيًا (مثل تسوق البقالة أو الرعاية الطبية لأنفسهم أو لأفراد الأسرة)، أو تمارين ترفيهية، أو وظيفة لا يمكن أداؤها عن طريق العمل عن بُعد. فرضت ولاية نيويورك على الموظفين غير الأساسيين في أي شركة العمل من المنزل.
بحلول الثاني من أبريل، كان نحو 90% من سكان الولايات المتحدة يخضعون لنوع من القيود. بعد تنفيذ أوامر التباعد الاجتماعي والبقاء في المنزل، تمكنت العديد من الولايات من الحفاظ على معدل انتقال فعال (آر تي) أقل من واحد.

### إعادة الفتح
في 24 مارس، أعرب ترامب عن هدفه برفع القيود إذا كانت جيدة بحلول 12 أبريل، عيد الفصح، عن الكنائس المكتظة في جميع أنحاء بلادنا. ومع ذلك، أشارت دراسة استقصائية لعلماء الاقتصاد البارزين أجرتها جامعة شيكاغو إلى أن التخلي عن الانغلاق الاقتصادي قبل الأوان سيؤدي إلى ضرر اقتصادي أكبر من الإبقاء عليه. قالت صحيفة نيويورك تايمز، هناك، مع ذلك، إجماع واسع النطاق بين الاقتصاديين وخبراء الصحة العامة على أن رفع القيود من شأنه أن يفرض تكاليف باهظة في الأرواح الإضافية التي تُزهق بسبب الفيروس - ولن يقدم فائدة دائمة تذكر للاقتصاد. في 29 مارس، مدد ترامب التوصيات الفيدرالية للمسافات الجسدية حتى نهاية أبريل
قال حاكم ولاية أوهايو مايك ديواين إن على أصحاب العمل إعادة تصميم أماكن العمل لإبقاء العمال على مسافة ستة أقدام، أو السماح لهم بالعمل من المنزل. تطلب ولاية كونيتيكت من أصحاب العمل المنفتحين على إبقاء العمال على مسافة ستة أقدام، وتسليم المنتجات للعملاء على الرصيف أو عن طريق التسليم عندما يكون ذلك ممكنًا، وحماية العمال بحواجز مثل زجاجي، وحظر مشاركة المعدات أو المكاتب، وإذا أمكن، اجعل الموظفين يأكلون ويأخذون فترات راحة بمفردهم في السيارات أو في محطات العمل الخاصة بهم. قد يحتاج التنقل عن طريق النقل الجماعي، حيث لا يمكن البقاء على مسافة ستة أقدام، إلى استبداله بالسيارات أو أماكن العمل المتفرقة، بما في ذلك المنازل. إذا أعيد فتح الكليات شخصيًا، فسوف يفتقر الكثير منها إلى فصول دراسية كبيرة بما يكفي لإبقاء الطلاب على مسافة ستة أقدام، ولكن إذا بقوا على الإنترنت وفقدوا التفاعلات الشخصية، فقد ينتقل الطلاب إلى كليات متخصصة على الإنترنت أقل تكلفة.
في أواخر أبريل 2020، ازداد الضغط على الدول لإزالة القيود الاقتصادية والشخصية. في 19 أبريل، أصدرت إدارة ترامب خطة استشارية من ثلاث مراحل يجب على الدول اتباعها، تسمى فتح أمريكا مرة أخرى. ونُظمت احتجاجات للمطالبة بإنهاء القيود في أكثر من 12 ولاية. اتخذ المحافظون في عدة ولايات خطوات لإعادة فتح بعض الشركات في الأسبوع الأخير من أبريل، على الرغم من أنهم لم يفوا بالمعايير المحددة في الإرشادات الفيدرالية. شجع ترامب بالتناوب وأثبط إجراءات إعادة الافتتاح. بعد إغلاق العديد من مصانع معالجة اللحوم مؤقتًا بسبب حالات الإصابة بفيروس كورونا بين عمال المصانع، استخدم الرئيس ترامب قانون الإنتاج الدفاعي ليأمر بإبقاء المصانع مفتوحة، وإعادة فتح المصانع المغلقة مع العمال الأصحاء. 
أعد مركز السيطرة على الأمراض إرشادات مفصلة للشركات والمواصلات العامة والمطاعم والكيانات الدينية والمدارس والأماكن العامة الأخرى التي قد ترغب في إعادة فتحها. في أوائل شهر مايو، عُدل المبادئ التوجيهية ولكن قُدمت الصفحات السبع الأصلية إلى وكالة أسوشيتد برس. نُشرت ستة مخططات انسيابية في نهاية المطاف في 15 مايو، وصدرت مجموعة من 60 صفحة من الإرشادات دون تعليق في 20 مايو، بعد أسابيع من إنهاء العديد من الولايات عمليات الإغلاق. 
في 8 يونيو 2020، نشرت صحيفة نيويورك تايمز نتائج استطلاعها الذي شمل 511 من علماء الأوبئة الذين سألوا متى يتوقعون استئناف 20 نشاطًا من أنشطة الحياة اليومية، إذ أجاب أكثر من نصف الأطباء الذين شملهم الاستطلاع بقليل أنهم توقعوا التوقف عن ارتداء قناع الوجه بشكل روتيني خلال سنة واحدة أو أكثر.
وفقًا لوثيقة مكونة من 69 صفحة وُضع علامة عليها (للاستخدام الداخلي فقط) وحصلت عليها صحيفة نيويورك تايمز، صاغتها الولايات تدعي إعادة فتح المقاطعات والجامعات والمدارس الفردية. ظهرت الوثيقة على العلن بعد أن حذر الخبراء من مخاطر عالية في إعادة فتح المدارس. ولم يتضح بعد ما إذا كانت الوثيقة قد رُوجعت من قبل الرئيس ترامب أم لا.

## التأثير التربوي
اعتبارًا من 10 أبريل 2020، أغلقت معظم المدارس الأمريكية العامة والخاصة -ما لا يقل عن 124 ألفًا- في جميع أنحاء البلاد، ما أثر على 55.1 مليون طالب على الأقل. بحلول 22 أبريل، صدرت أوامر أو التوصية بإغلاق المباني المدرسية للفترة المتبقية من العام الدراسي في 39 ولاية وثلاثة أقاليم ومقاطعة كولومبيا. بينما تحول المدارس التعليم إلى التعلم عبر الإنترنت، هناك مخاوف بشأن وصول الطلاب إلى التكنولوجيا الضرورية والتغيب والتسهيلات للطلاب ذوي الاحتياجات الخاصة. نظرت أنظمة المدارس أيضًا إلى ضبط مقاييس الدرجات ومتطلبات التخرج للتخفيف من الاضطراب الناجم عن الإغلاق غير المسبوق. 
لضمان استمرار تلقي الطلاب الفقراء لوجبات الغداء أثناء إغلاق المدارس، رتبت العديد من الولايات والمناطق التعليمية حقائب غداء (حملها وانطلق) أو استخدمت خطوط الحافلات المدرسية لتوصيل وجبات الأطفال. لتوفير السلطة القانونية لمثل هذه الجهود، تنازلت وزارة الزراعة الأمريكية عن العديد من متطلبات برنامج الغداء المدرسي. 
ألغت العديد من مؤسسات التعليم العالي الفصول الدراسية والمهاجع المغلقة استجابة لتفشي المرض، بما في ذلك جميع أعضاء Ivy League، والعديد من الجامعات العامة والخاصة الأخرى في جميع أنحاء البلاد. قامت العديد من الجامعات أيضًا بتوسيع استخدام درجات النجاح/الرسوب لفصل ربيع 2020. 
بسبب الاضطراب الذي حدث في العام الدراسي بسبب جائحة كوفيد-19، وافقت وزارة التعليم الأمريكية على عملية تنازل، ما يسمح للولايات بإلغاء الاشتراك في الاختبارات الموحدة المطلوبة بموجب قانون كل طالب ينجح. بالإضافة إلى ذلك، ألغى مجلس الكلية امتحانات تحديد المستوى المتقدم التقليدية التي أُجريت وجهًا لوجه لصالح اختبار عبر الإنترنت يمكن إجراؤه في المنزل. ألغى مجلس الكلية أيضًا اختبار (إس أيه تي) في مارس ومايو ردًا على الوباء. وبالمثل، تأجلت امتحانات أبريل (ايه سي تي) في يونيو 2020. 
سمحت وزارة التعليم أيضًا بإعفاء محدود من قرض الطالب، ما يسمح للمقترضين بتعليق المدفوعات لمدة شهرين على الأقل دون تراكم الفوائد.
في يوليو 2020، أعلنت وزيرة التعليم بيتسي ديفوس أنها تنوي فتح جميع المدارس الأمريكية للصفوف الشخصية للعام الدراسي 2020/2021.

## وسائل النقل العامة
قام العديد من أكبر مشغلي النقل الجماعي في الولايات المتحدة بتخفيض الخدمة استجابةً لانخفاض الطلب الناجم عن سياسات العمل من المنزل والحجر الصحي الذاتي. من المتوقع أن تتسبب خسارة الأجور وضريبة المبيعات، وهي مصدر مشترك لإيرادات التشغيل، في آثار طويلة الأجل على التوسع في النقل والصيانة. أصدرت جمعية النقل العام الأمريكية طلبًا للحصول على 13 مليار دولار كتمويل طارئ من الحكومة الفيدرالية لتغطية الإيرادات المفقودة والنفقات الأخرى التي تكبدها الوباء. ذكرت صحيفة يو إس إيه توداي في منتصف أبريل أن الطلب على خدمة النقل انخفض بمعدل 75% على الصعيد الوطني، مع أرقام 85% في سان فرانسيسكو و60% في فيلادلفيا. أبلغت العديد من المناطق عن زيادة في ركوب الدراجات حيث سعى السكان إلى وسائل بعيدة اجتماعيًا للتنقل.

## السجون
مع انتشار كوفيد-19 في العديد من السجون في الولايات المتحدة، بدأت بعض الولايات والسلطات القضائية المحلية في إطلاق سراح السجناء الذين يعتبرون عرضة للإصابة بالفيروس. للحد من انتقال العدوى، بدأ المكتب الفيدرالي للسجون في حجر شبه تام لجميع السجناء في 1 أبريل، ولمدة 14 يومًا على الأقل.

## احتجاز المهاجرين
احتُجز أكثر من 38000 شخص من قبل وكالة الهجرة والجمارك الأمريكية (آي سي إي) في وقت تفشي كوفيد-19 في الولايات المتحدة. وُصفت استجابة إدارة الهجرة والجمارك لتفشي المرض في مرافق الاحتجاز على نطاق واسع بأنها دون المستوى وخطيرة. أفاد المحتجزون بأنهم يجبرون على العيش في ظروف غير آمنة وغير صحية ومضرة. أُبلغ عن مخالفات خطيرة في بيانات اختبار شركة آي سي إي، بينما منعت شركة آي سي إي معلومات اختبار فيروس كورونا في منشآتها من الكشف عنها للجمهور. أشار اتحاد الحريات المدنية الأمريكي إلى جائحة كوفيد-19 في احتجاز المهاجرين في الولايات المتحدة على أنه كارثة صحية عامة لا جدال فيها.

## كراهية الأجانب والعنصرية
أجرت برو-بابليكا تحليلًا للتكوين العرقي لحالات كوفيد-19 في مقاطعة ميلووكي، وويسكونسن، يرجع تاريخها إلى صباح 3 أبريل. ولاحظوا أن الأمريكيين الأفارقة يشكلون ما يقرب من نصف حالات المقاطعة و22 حالة وفاة من أصل 27.
شوهدت اتجاهات مماثلة في مناطق بها عدد كبير من السكان الأمريكيين من أصل أفريقي، لا سيما في ولايات أعماق الجنوب مثل ألاباما وجورجيا ولويزيانا (التي أفادت في 6 أبريل أن 70% من الوفيات المبلغ عنها كانت لأمريكيين من أصل أفريقي)؛ في ميشيغان (33% من الحالات و41% من الوفيات اعتبارًا من 6 أبريل)؛ في مدينة ريتشموند، فيرجينيا (48% من سكان المدينة، 62% من الحالات، و 100% من ثماني وفيات اعتبارًا من 15 أبريل) ومدينة شيكاغو، إلينوي (1,824 من 4680 حالة مؤكدة و72% من الوفيات اعتبارًا من 5 أبريل). لقد اعتُرف بأن الأمريكيين من أصل أفريقي كانوا أكثر عرضة لظروف معيشية سيئة (بما في ذلك البيئات الحضرية الكثيفة والفقر)، وعدم الاستقرار الوظيفي، والأمراض المصاحبة المزمنة التي تتأثر بهذه الظروف، وقليل من تغطية التأمين الصحي أو انعدامها - وهي عوامل يمكن أن تؤدي جميعها إلى تفاقم تأثيرها. ويلاحظ أيضًا أن الأمريكيين السود في العديد من الولايات هم أكثر عرضة لأن يكونوا عمال أساسيين، أي أشخاص يعملون في وظائف لا يمكنهم العمل من المنزل أثناء طلبات البقاء في المنزل. ما يزيد من فرصة تعرضهم للفيروس. 
لم يصدر مركز السيطرة على الأمراض حتى الآن بيانات وطنية حول حالات الإصابة بفيروس كورونا بناءً على العرق؛ بعد دعوات من المشرعين الديمقراطيين والتكتل الأسود في الكونجرس، قال مركز السيطرة على الأمراض والتجمع لصحيفة ذا هيل أنه يخطط لنشر بيانات حول التكوين العرقي للقضايا. 
بالإضافة إلى ذلك، فإن أمة نافاجو لديها أعلى معدل إصابة في الولايات المتحدة.
في 20 يوليو، نُظم الإضراب من أجل حياة السود، حيث أشار المنظمون إلى التفاوتات العرقية أثناء الوباء باعتبارها سببًا للإضراب. 
في هيوستن، وكذلك في أماكن أخرى في تكساس، تأثر الأمريكيون من أصل إسباني بشدة بكوفيد-19. ويرجع ذلك جزئيًا إلى أن الكثير منهم يعملون في وظائف أساسية، مثلهم مثل الأمريكيين السود، ويعيشون في أسر متعددة الأجيال تقليديًا، وحواجز اللغة، ولديهم نسبة منخفضة من التأمين الصحي مقارنة بالأعراق الأخرى في الولايات المتحدة. بالإضافة إلى ذلك، فإن عددًا كبيرًا من ذوي الأصول الإسبانية مهاجرون غير مسجلين ويخشون على وضعهم كمهاجرين، خاصة في ظل رئاسة ترامب التي تعد بأن قوانين الهجرة المتشددة تجعل من الصعب عليهم طلب الرعاية الطبية. 
بالإضافة إلى ذلك، ربما تأثر الأمريكيون الفلبينيون بكوفيد-19 أكثر من أي مجتمع عرقي في الولايات المتحدة، ويرجع ذلك جزئيًا إلى وجود نسبة عالية من العاملين في مجال الرعاية الصحية، حيث أن العديد من الفلبينيين الأمريكيين هم ممرضون في غرف العناية المركزة والطوارئ، ولديهم أيضًا نسبة أعلى من العمال الأساسيين من السود والإسبان.

## إلغاء الأحداث المقرر عقدها
مؤتمرات التكنولوجيا مثل مؤتمر المطورين العالمي لشركات آبل وغوغل وفيسبوك وقمة إم في بّي لمايكروسوفت قد أُلغيت أو استبدلت بالأحداث الشخصية بأحداث البث عبر الإنترنت.
في 21 فبراير، انسحبت شركة فيريزون من مؤتمر آر إس أيه، جنبًا إلى جنب مع آي بي إم وأيه تي&تي في 29 فبراير، ألغت الجمعية الفيزيائية الأمريكية اجتماعها السنوي في مارس، والمقرر عقده في الفترة من 2 إلى 6 مارس في دنفر، كولورادو، على الرغم من أن العديد من أكثر من 11000 مشارك فيزيائي قد وصلوا بالفعل وشاركوا في الأحداث السابقة للمؤتمر. في 6 مارس، أُلغي المؤتمر السنوي للجنوب الغربي (إس إكس إس دبليو) في أوستن، تكساس، بعد أن أعلنت حكومة المدينة كارثة محلية وأمرت بإغلاق المؤتمرات لأول مرة منذ 34 عامًا. لم يكن الإلغاء مشمولًا بالتأمين. في عام 2019، حضر 73,716 شخصًا المؤتمرات والمهرجانات، وأنفقوا بشكل مباشر 200 مليون دولار، وعززوا الاقتصاد المحلي في النهاية بمقدار 356 مليون دولار، أو 4% من الإيرادات السنوية لقطاعي الضيافة والسياحة في المنطقة. 
في 12 مارس، استمرت حفلة بوست مالون الموسيقية في مركز بيبسي في دنفر مثلما كان مقررًا، واجتذبت حشدًا من بيع 20000 شخص، وهو على الأرجح أكبر تجمع مغلق في الولايات المتحدة قبل عمليات الإغلاق واسعة النطاق. 
بعد إلغاء مهرجان ألترا ميوزيك فستيفال في ميامي وإس إكس إس دبليو في أوستن، بدأت التكهنات تتزايد حول مهرجان كوتشيلا المقرر أن يبدأ في 10 أبريل في الصحراء في إنديو، كاليفورنيا. المهرجان السنوي، الذي اجتذب حوالي 125000 شخص على مدى عطلتين متتاليتين من عطلات نهاية الأسبوع، مؤمن عليه فقط في حالة إلغاء قوة قاهرة مثل تلك التي أمر بها مسؤولون حكوميون محليون أو حكوميون. تتراوح تقديرات مدفوعات التأمين من 150 مليون دولار إلى 200 مليون دولار.

## وسائل الإعلام

### النشر
دفع حجم تفشي كوفيد-19 العديد من الناشرين الرئيسيين إلى تعطيل نظام حظر الاشتراك غير المدفوع مؤقتًا في المقالات ذات الصلة، بما في ذلك بلوومبيرغ نيوز وذا أتلانتيك ونيويورك تايمز وذا وول ستريت جورنال والعديد من الصحف المحلية كانت تعاني بالفعل بشدة قبل الأزمة. أعلنت العديد من الصحف الأسبوعية البديلة في المناطق الحضرية المتأثرة بما في ذلك ذا سترينجر إن سياتل وأوستن كرونيكل، عن تسريح العمال ومحركات التمويل بسبب فقدان الإيرادات. شكلت الإعلانات المتعلقة بالمناسبات والأماكن العامة غالبية إيرادات الصحف الأسبوعية، والتي تعطلت بسبب إلغاء التجمعات العامة الكبيرة. وانخفضت أيضًا الإعلانات عبر الإنترنت لتجنب عرض الإعلانات بجوار تغطية فيروس كورونا.

### الأفلام
قللت معظم سلاسل دور السينما الأمريكية، حيث يُسمح لها بمواصلة العمل، من سعة الجلوس في كل وقت عرض بمقدار النصف لتقليل مخاطر انتشار الفيروس بين العملاء. أدت حدود الجمهور، وكذلك الإغلاق الإلزامي والطوعي لدور السينما في بعض المناطق، إلى أدنى إجمالي مبيعات شباك التذاكر في أمريكا الشمالية منذ أكتوبر 1998. في 16 مارس، أغلقت العديد من سلاسل المسارح مواقعها في أنحاء البلاد مؤقتًا. علقت عدد من شركات أفلام هوليوود الإنتاج وتأخير إصدار بعض الأفلام.

### التلفاز
بدأت العديد من البرامج التليفزيونية في تعليق الإنتاج في منتصف مارس بسبب الوباء. بقيت البرامج الإخبارية ومعظم البرامج الحوارية على الهواء إلى حد كبير، ولكن مع تغييرات في إنتاجها لتضمين تغطية الوباء، والالتزام بإرشادات مركز السيطرة على الأمراض بشأن التباعد الجسدي وتشجيع العمل عن بُعد. أدت جهود الحجر الصحي والعمل عن بُعد، بالإضافة إلى الاهتمام بتحديثات الوباء، إلى زيادة عدد الجمهور المحتمل للمذيعين التلفزيونيين - خاصة للبرامج الإخبارية والقنوات الإخبارية. قدر نيلسن أنه بحلول 11 مارس، زاد استخدام التلفزيون بنسبة 22% على أساس أسبوعي. كان من المتوقع أن تشهد خدمات البث زيادة في الاستخدام، في حين أن الانكماش الاقتصادي المحتمل المرتبط بالوباء يمكن أن يؤدي إلى تسريع اتجاه السوق لقطع الحبل. لاحظ برنامج ذا هوليوود ريبورتر مكاسب في متوسط نسبة المشاهدة لبعض البرامج بين 9 مارس و2 أبريل، مع أعلى الزيادات بما في ذلك ذا بلاك-ليست (مكسب 31.2% في متوسط الجمهور منذ 9 مارس) و20/20 (30.8%). وقد لوحظت هذه التأثيرات أيضًا في البرامج الجماعية، والمسلسلات اليومية للشبكات الثلاث الكبرى. ذكرت وارنر ميديا أن شبكة إتش بي أوه ناو شهدت ارتفاعًا في الاستخدام، وشملت العناوين الأكثر مشاهدة الفيلم الوثائقي إيبولا: ذا دوكتورز ستوري وفيلم كونتاجيون 2011 لتوافقمها مع الوباء.

## الرياضات
أُجلت بطولة بي إن بّي باريباس المفتوحة للتنس لعام 2020 في إنديان ويلز في 8 مارس 2020، وهو ما يمثل أول إلغاء رياضي كبير في الولايات المتحدة يُعزى إلى تفشي المرض.
امتثالًا للقيود المفروضة على التجمعات الكبيرة، أعلن كل من كولومبوس بلو جاكيتس (إن إتش إل) وجولدن ستايت ووريورز (الدوري الاميركي للمحترفين) وسان خوسيه شاركس (إن إتش إل) عن نيتهم لعب مباريات منزلية خلف أبواب مغلقة، مع عدم وجود متفرجين وموظفين أساسيين فقط. سرعان ما طُرحت هذه المقترحات موضع النقاش، عندما أُعلن عن تعليق المباريات لفترات زمنية مختلفة من قبل جميع الدوريات الرياضية المحترفة تقريبًا في الولايات المتحدة في 11 مارس وما بعده، بما في ذلك الاتحاد الوطني لكرة السلة (الذي أعلن وجود نتائج اختبار إيجابية)، دوري الهوكي الوطني، ودوري البيسبول، ودوري كرة القدم، ودوري الرجبي، والاتحاد الوطني للكرة الطائرة. أُلغيت مسابقات ألعاب القوى في الكليات بالمثل من قبل المدارس والمؤتمرات وإن سي أيه أيه- التي ألغت جميع البطولات المتبقية للعام الدراسي في 12 مارس. وأدى ذلك أيضًا إلى إلغاء أول بطولة لكرة السلة للرجال من بطولة إن سي أيه أيه الشعبية (مارس مادنس) (والتي كانت من المقرر أن تبدأ في الأسبوع التالي) في تاريخها الممتد 81 عامًا. 
يفكر اتحاد كرة القدم الأميركي في اللعب بالخوذات المزودة بمرشحات مثبتة.

## التأمين الصحي
فقد ملايين الأمريكيين تأمينهم الصحي بعد أن فقدوا وظائفهم. ذكرت صحيفة الإندبندنت أن العائلات في الولايات المتحدة وجدت أن الارتفاع المفاجئ في عدد الأمريكيين غير المؤمن عليهم -إضافة إلى ما يقدر بنحو 84 مليون شخص غير مؤمن عليهم بالفعل أو غير مؤمن عليهم- أعلى بنسبة 39% من أي زيادة سنوية سابقة، بما في ذلك الزيادة الأخيرة في ذروة الركود بين عامي 2008 و2009 عندما فقد ما يقرب من 4 ملايين أمريكي من غير المسنين التأمين.

## الخدمات الدينية
في خضم جائحة كوفيد-19، قامت العديد من الكنائس والمساجد والمعابد بتعليق الشعائر الدينية لتجنب انتشار المرض. قدمت بعض المنظمات الدينية خدمات الإذاعة والتلفزيون والإنترنت، في حين قدم البعض الآخر خدمات القيادة. على الرغم من الوباء، تواصل العديد من المنظمات الدينية الأمريكية تشغيل مخازن الطعام الخاصة بها.
قدمت الكنائس أكياسًا مليئة باللحوم ولفائف ورق المرحاض للأسر المحتاجة. توقفت شعائر الصلوات في العديد من المساجد لكنها أصبحت تدير بنوك الطعام الخاصة بها. تبرعت الكاتدرائية الوطنية للولايات المتحدة، التابعة للكنيسة الأسقفية، بأكثر من 5000 قناع جراحي N95 إلى مستشفيات واشنطن العاصمة، التي كانت تعاني من نقص خلال جائحة كوفيد-19. عرضت كنائس أخرى، ككنيسة المرتفعات مثلًا، وهي كنيسة مسيحية إنجيلية كبرى، اختبارات كوفيد-19 المجانية في مواقف السيارات الخاصة بها. بعض أوامر الولايات ضد التجمعات الكبيرة، مثلما هو الحال في أوهايو ونيويورك، تعفي المنظمات الدينية تحديدًا. تصر كنيسة زمالة كولورادو سبرينغز على أن لها الحق الدستوري في تحدي أمر إغلاق الولاية. الكلية الإنجيلية جامعة ليبرتي في لينشبورغ في فيرجينيا، نقلت فصولها الدراسية عبر الإنترنت لكنها استدعت 5000 مرة أخرى إلى الحرم الجامعي على الرغم من أمر الحاكم رالف نورثهام بإغلاق جميع الأعمال غير الأساسية. في 13 مارس 2020، أصدر المطران إيلين ج. قامت ولايات ألاسكا وأيداهو وأوريغون وواشنطن بتعليق العبادة الشخصية والتجمعات الأخرى لأكثر من 10 أشخاص خلال الأسبوعين المقبلين. مصدر انتشار المرض عن طريق حظر الخدمات الدينية التي يحضرها أكثر من 10 أشخاص. في أبريل، اجتمعت كنائس تكساس أثناء اتباع إرشادات التباعد الاجتماعي بعد أن انضم حاكم ولاية تكساس جريج أبوت إلى أكثر من 30 حاكمًا اعتبروا بالفعل الخدمات الدينية ضرورية. قضت محكمة استئناف فيدرالية بأنه يجب السماح لكنائس كنتاكي بعقد قداس في الكنيسة.

## أزمة المواد الأفيونية
في أبريل 2020، أفادت بوليتيكو أن كبار خبراء الإدمان والصحة العقلية في الحكومة الفيدرالية بدأوا في التحذير من أن جائحة فيروس كورونا يمكن أن تعرقل التقدم الذي أحرزته البلاد في معالجة أزمة المواد الأفيونية لأن مثل هذه الجهود قد هُمشت بسبب استجابة الحكومة لكوفيد-19. قالت مديرة المعهد الوطني لتعاطي المخدرات، نورا فولكو: أعتقد أننا سنشهد ارتفاع عدد الوفيات مرة أخرى. لا يمكننا تحمل التركيز فقط على كوفيد. في يناير، أعلنت إدارة ترامب أن الوفيات الناجمة عن جرعات الأفيون الزائدة في عام 2018 انخفضت بنسبة 4% عن العام السابق. كان هذا أول انخفاض في الإحصاء منذ ما يقرب من 30 عامًا. وفقًا لمحطة كيه أيه تي يو التابعة لبورتلاند أيه بي سي كان فيروس كورونا بمثابة ضربة ساحقة لمجتمع التعافي من الإدمان، على وجه التحديد، عندما يتعلق الأمر بالتباعد الاجتماعي، مثلما يقول المدافعون.